# حرائق غابات كولومبيا البريطانية 2021
حرائق غابات كولومبيا البريطانية 2021 سيطرت قبة حرارية على مقاطعة كولومبيا البريطانية الولايات المتحدة، وجزء كبير من غرب أمريكا الشمالية في الفترة من 25 إلى 30 يونيو 2021، مما زاد من خطر اندلاع حرائق الغابات.
في 30 يونيو تم إخلاء بلدة ليتون بسبب حريق دمر معظم المباني وأصبح الآن أكثر من 50.000 هكتار. وهرب الناس للفرار للنجاة بحياتهم.
يعتبر حريق بحيرة سباركس حاليًا أكبر حريق في المقاطعة. تشتعل النيران بالقرب من كاملوبس وتقدر مساحتها بنحو 60 ألف هكتار.
بحلول الأول من يوليو 2021 كان هناك ما يقرب من 500 حريق غابات مشتعل في جميع أنحاء كولومبيا البريطانية. في 20 يوليو قبل الميلاد أعلنت الحكومة حالة الطوارئ.

## حرائق الغابات
أحرق أكثر من 405 هكتارات (1000 فدان)، أو تسببت في أضرار هيكلية كبيرة أو إصابات.